# Charles Le Brun
Charles Le Brun (24. února 1619 Paříž, Francie – 22. února 1690 Paříž, Francie) byl francouzský malíř a teoretik umění, jeden z nejdominantnějších umělců 17. století ve Francii Jako dvorní malíř Ludvíka XIV., který jej prohlásil za „největšího francouzského umělce všech dob“, byl dominantní osobností francouzského umění 17. století. Ovlivněn byl uměním Nicolase Poussina.

## Život

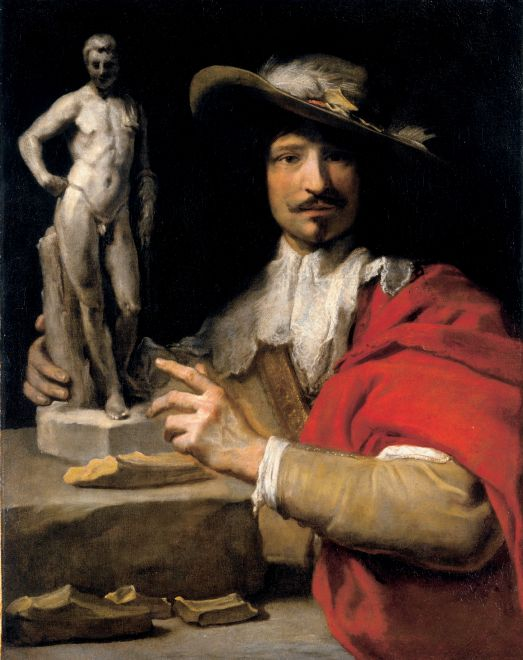
Portrét sochaře Nicolase Le Bruna, kolem roku 1635, olej na plátně, 87 cm x 69 cm

Charles Le Brun se narodil v Paříži a díky tomu, že si jeho talentu povšiml kancléř Séguier, dostal se v jedenácti letech do ateliéru Simona Voueta. Byl také žákem Françoise Perriera. V patnácti letech získal objednávku od kardinála Armand-Jean du Plessis de Richelieu, která mu umožnila prokázat své schopnosti. Později pracoval čtyři roky v ateliéru Nicolase Poussina v Římě. V roce 1646 se vrátil do Paříže, kde získal mnoho sponzorů, z nichž byl nejdůležitější asi ministr Nicolas Fouquet, pro kterého namaloval velký portrét Anny Rakouské.
V Paříži se Le Brun spojil s Jean-Baptistem Colbertem (1619–1683) a společně převzali kontrolu nad Académie royale de peinture et de sculpture, založenou roku 1648 králem Ludvíkem XIV. a Francouzskou akademií v Římě (Académie de France à Rome) založenou v roce 1666 a společně dali nový směr vývoji průmyslu s uměním. Dalším projektem, na němž pracoval Le Brun, byl hotel Hôtel Lambert. Práce na stropě v galerii Herkules byly započaty v roce 1650, práce trvala s přestávkami více než dvanáct let, neboť byla přerušována renovací zámku Vaux-le-Vicomte. V roce 1660 založili společně manufakturu na výrobu gobelínů Les Gobelins. Byla to skvělá škola nejen pro výrobu gobelínů a tapisérií, ale pro veškeré zařízení požadované v královském paláci. Byla to nejslavnější královská továrna, která dodávala na dvůr francouzských panovníků od doby Ludvíka XIV. Nyní je provozována francouzským ministerstvem kultury. Le Brun tak ovládal umělecký průmysl jednak skrze manufakturu Gobelins, jednak prostřednictvím Akademie, ve které postupně získával všechny posty. Tak se mu podařilo vtisknout vlastní představu o umění produkovaném během jeho života ve Francii. Byl to on, kdo byl autorem stylu Ludvíka XIV. a určil směřování francouzského umění na dlouhou dobu po své smrti.

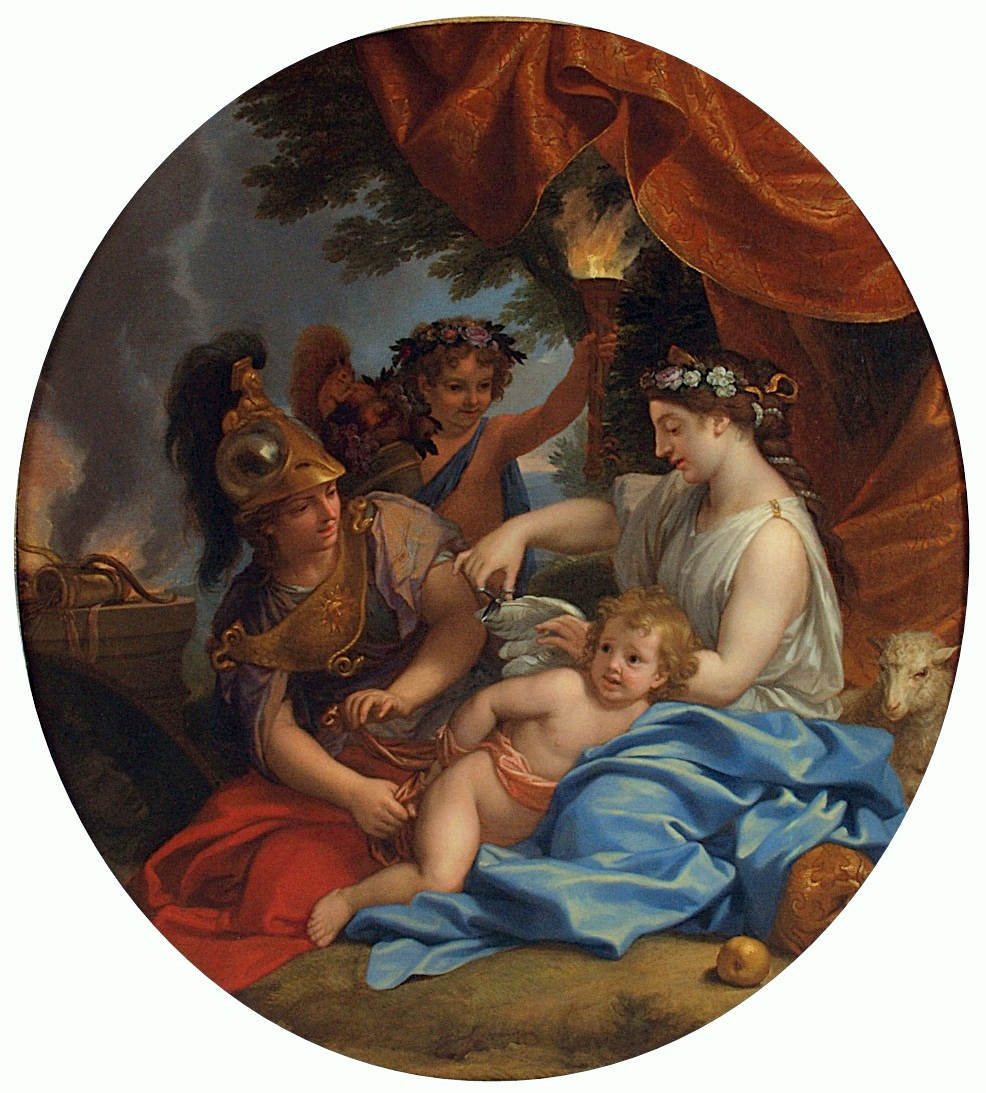
Venuše přistřihuje Cupidovi křídla, kolem 1655, 116,2 x 104,2 cm, olej na plátně

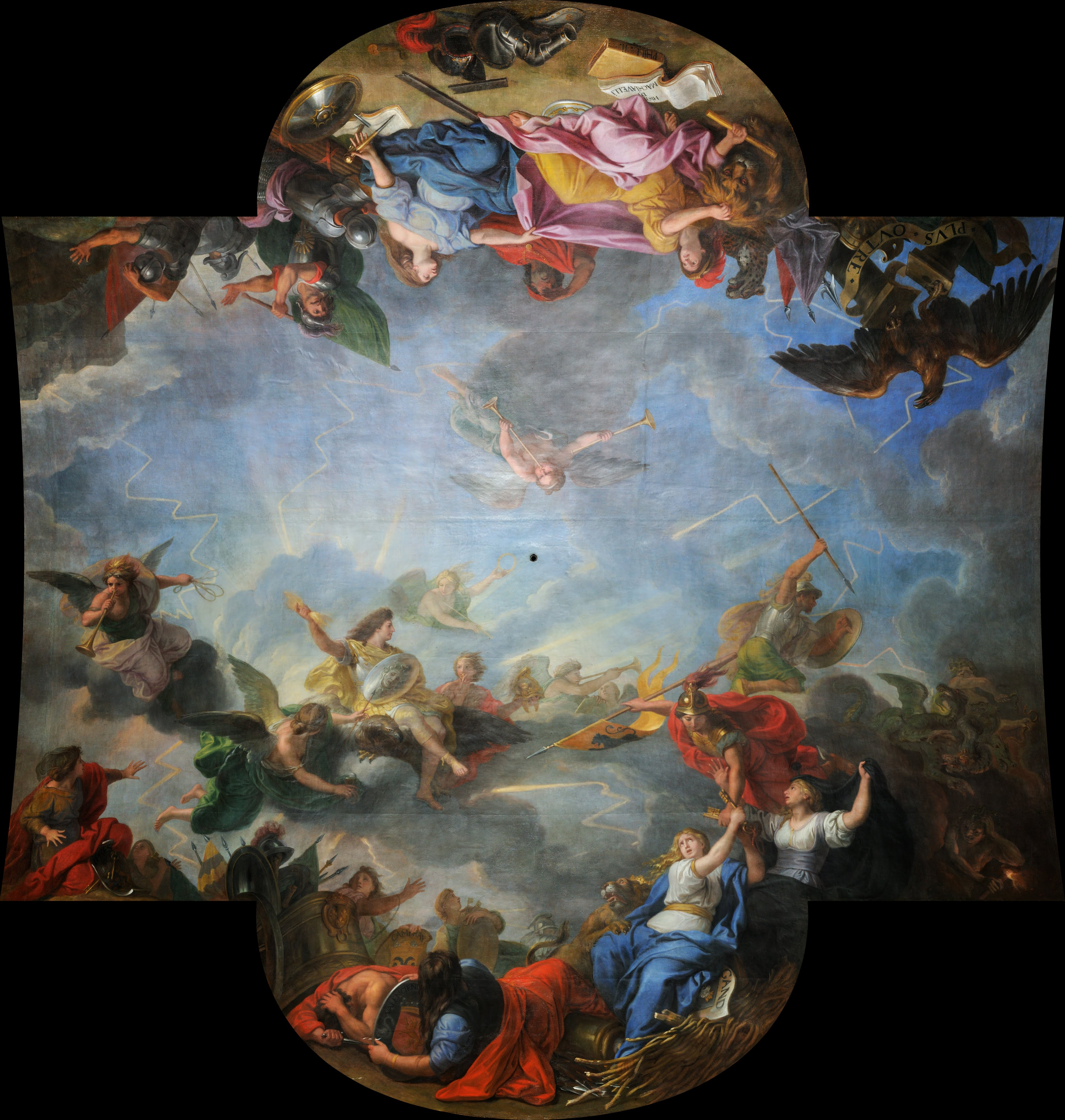
Kapitulace města Gand v šesti dnech, 1681 až 1684, 600 cm x 400 cm, olej na plátně,část stropu v zrcadlovém sále ve Versailles

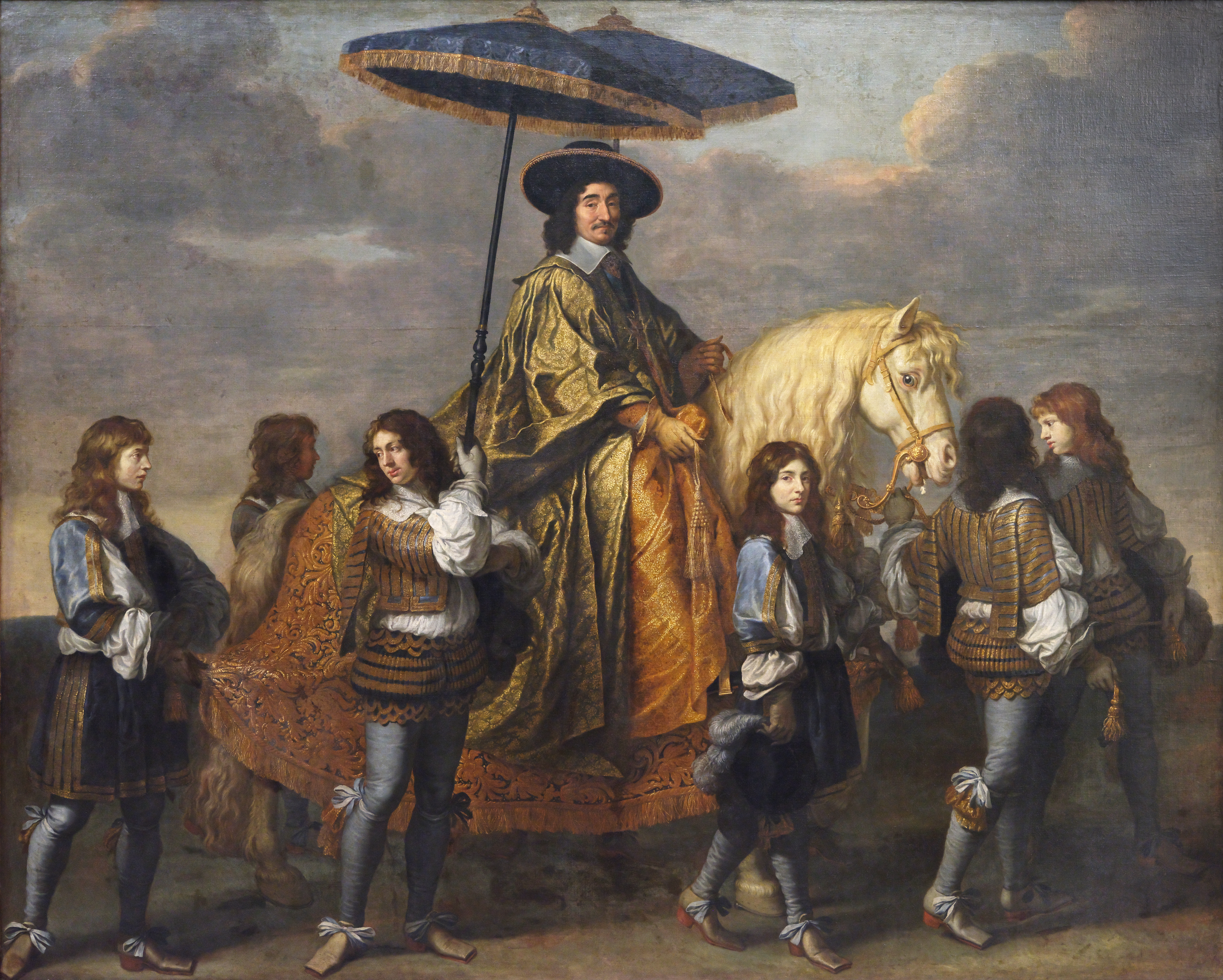
Kancléř Séguier při příjezdu Ludvíka XIV. do Paříže, 1660

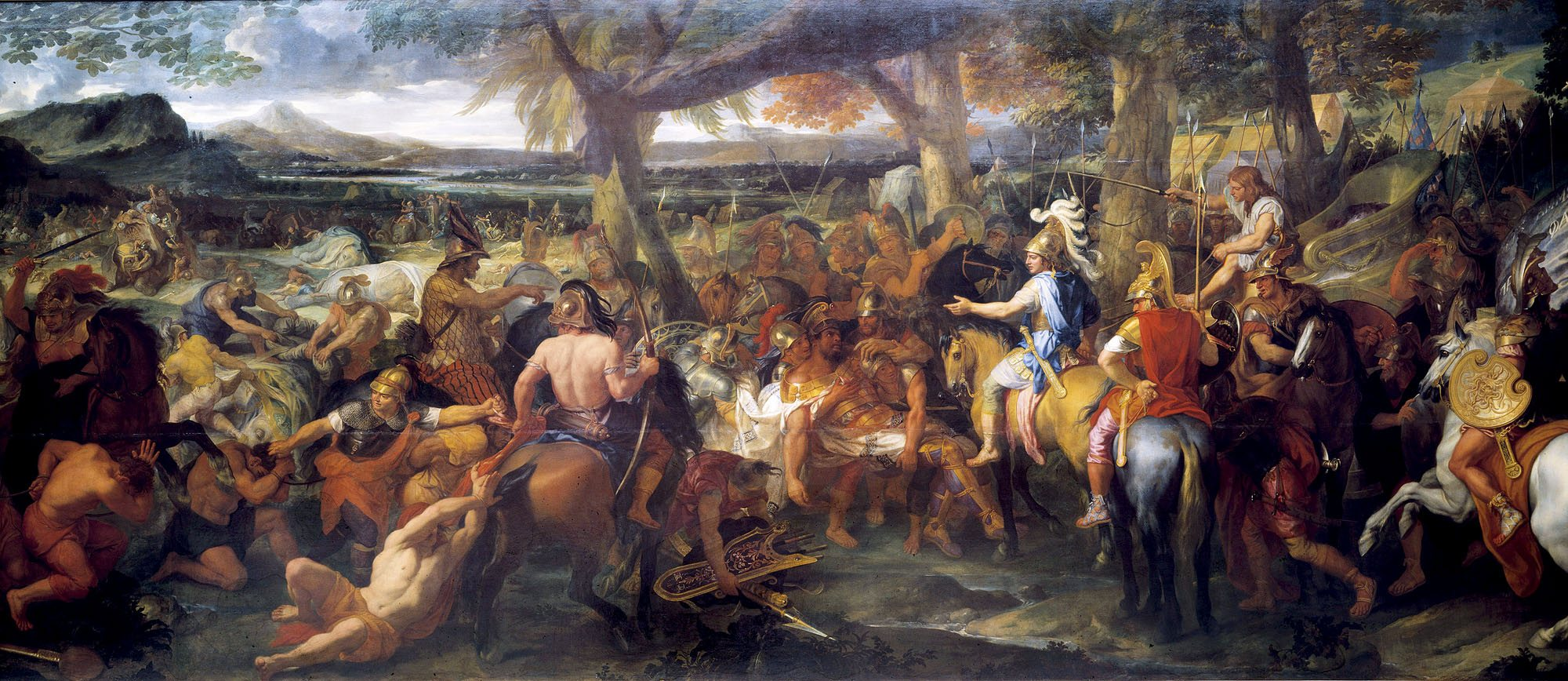
Alexander and Porus, 1673

## Roky úspěchu
Ludvík XIV. byl okouzlen Le Brunovým talentem, jeho pompézností a schopností přesvědčovat. Obdivoval jeho obrazy a jeho práci na výzdobě zámku Vaux le Vicomte (1661). Pověřil jej vytvořením série s tématy ze života Alexandra Velikého. První z nich, Alexander and the Family of Darius Ludvíka XIV. tak potěšil, že okamžitě (v prosinci 1602) jmenoval Le Bruna Premier peintre du Roi (první královský malíř) s důchodem 12.000 livrů, stejnou částkou, kterou každoročně dostával od ministra Fouqueta. Král ho prohlásil za „největšího francouzského umělce všech dob“. Od toho okamžiku vše v královském paláci řídil Le Brun. V roce 1663 se stal ředitelem Académie royale de peinture et de sculpture, položil základy této akademie a stal se všemocným pánem francouzského umění 17. století. Během tohoto období zasvětil řadu děl dějinám Alexandra Velkého (Battles of Alexander the Great) a nezmeškal jedinou příležitost k poukázání na spojení mezi velkolepostí Alexandra a velkolepostí krále Ludvíka XIV. Během doby, kdy pracoval na obrazech Alexandrových bitev, stal se Le Brunův styl mnohem osobitější, nebyl už tolik ovlivněn uměním starých mistrů. Práce v Louvru byly přerušeny v roce 1677, kdy doprovázel krále do Flander (při svém návratu z Lille vytvořil několik kompozic pro královský palác Château de Saint-Germain-en-Laye a pustil se do rozsáhlých prací ve Versailles. Zde si pro sebe rezervoval Salons de la Guerreand de la Paix, 1686 (Síň války a míru), Ambassadors' Staircase (Schodiště velvyslanců), Galerie des Glaces, 1679–1684 (Ledový sál). Přestože mu smrt zabránila dílo zcela dokončit, nestala se Le Brunova výzdoba pouhým uměleckým dílem, je definitivním památníkem období panování Ludvíka XIV. Díky kardinálu Mazarinovi se podílel i na výstavbě zámku Versailles, a to nejen jako malíř, ale spolu s architektem Louisem Le Vau jako architekt a se zahradním architektem André Le Nôtre také jako zahradní architekt.

## Poslední roky
Po Colbertově smrti (1683), François-Michel le Tellier, Markýz de Louvois, Colbertův nepřítel, který se stal ředitelem útvaru veřejných prací, zaujal nepřátelský postoj i k Le Brunovi, který byl Colbertovým oblíbencem. Navzdory královské podpoře Le Brun pocítil hořkou změnu ve své pozici. To přispělo k nemoci, která 22. února 1690 ukončila jeho život na jeho soukromém panství v Paříži.

## Významná díla
- Hotel Lambert
- Hotel Nouveau
- strop a nástěnná malba zámku Vaux (1658)
- dekorace Petit Galérie v Louvru
- Grand Escalier ve Versailles (1674-1678, zničeno)
- Colbertovy zámky Sceaux a Marly – oba zničené
- autor dnes již nedochovaného nábytku ze stříbra, ohňostrojů, smutečních pódií, katafalků, velkolepých vstupních bran

## Mučení Jana Evangelisty u Porta Latina

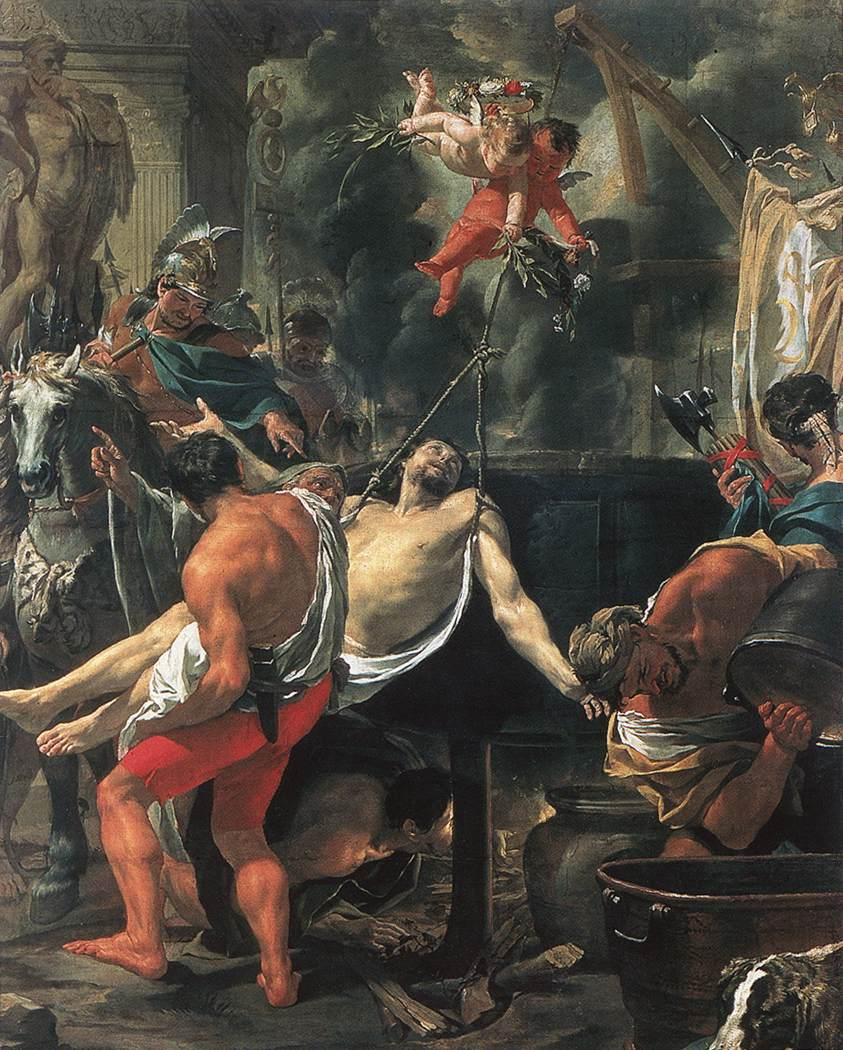
Mučení Jana Evangelisty u Porta Latinam 1641–1642

Obraz pravděpodobně věnoval městu Paříži cech malířů, sochařů a zlatičů. Le Brun pro své zobrazení zvolil dramatický okamžik, kdy je mučedníkovo tělo vyzvedáno do kotle plného vroucího oleje. Katovi pomocníky rozdmychávající oheň sledují vojáci na koních, nad tělem mučedníka anděl přináší světci nebeské poselství, květinovou korunu a vavřínový věnec. Téma vítězství víry nad utrpením je obsahem všech obrazů mučedníků, pouze baroko má však odvahu takto ukázat duševní vytržení světce v okamžiku tělesné nouze s takovou brutalitou.

## Práce a odkaz Le Bruna
Le Brun pracoval především pro krále Ludvíka XIV.. Maloval pro něj velké oltáře a bitvy. Jeho nejvýznamnější obrazy jsou ve Versailles. Kromě svých obrovských prací ve Versailles a Louvru je počet jeho prací pro náboženské společnosti a soukromé patrony obrovský. Le Brun byl také skvělým portrétistou a vynikajícím navrhářem, ale neměl rád portréty nebo krajinomalbu, byl toho mínění, že taková práce je pouhým cvičením v rozvoji technické zdatnosti. Základem, na kterém Le Brun založil své umění, bylo nechat obrazy hovořit prostřednictvím série symbolů, kostýmů a gest, které daly jeho obrazům speciální hloubku. Pro Le Bruna obraz představoval příběh, který je možno číst. Téměř všechny jeho kompozice byly reprodukovány slavnými rytci.
Ve svém posmrtně publikovaném pojednání, Méthode pour apprendre à dessiner les passions (1698), prosazoval vyjádření emocí v malbě. To mělo velký vliv na teorii umění pro příští dvě století.
Mnoho jeho kreseb se nachází v Louvru a v Monaco Royal Collection. Byl také učitelem malíře Ludovica Dorigny (1654–1742).

## Zajímavost
Jeho socha je jednou ze 146 soch umístěných na fasádě pařížské radnice Hôtel de ville de Paris. 23. ledna 2013 umělečtí poradci hotelu Ritz v Paříži, Wanda Tymowska a Joseph Friedman, oznámili objev obrazu The Sacrifice of Polyxena (Oběť Polyxeny), rané dílo Le Bruna v pařížském paláci Parisian palace.

## Částečná antologie
Decorace
- Strop Galerie d'Apollon, Louvre
- Zámek Vaux-le-Vicomte, královská komnata, Le Temps enlevant au Ciel la Vérité
- Kopule pavilonu de l'Aurore zámku Sceaux
- nástěnné malby, strop, Galerie des Glaces, Versailles
- Apotheosis of Romulus, cyklus osmi obrazů, strop pokoje v Hôtel d'Aumont, Paříž

Plátna 
- The Sleep of Jesus, Louvre
- Chancellor Pierre Séguierand his suite, Louvre.
- cyklus Story of Alexander, Louvre.
- Louis XIV presenting his sceptre and his helmet to Jesus-Christ (Ludvík XIV. představuje žezlo a přilbu Ježíši Kristu), Lyon
- cyklus čtyř obrazů : Air, Earth, Fire and Water,Châlons-en-Champagne.

Publikace
- Méthode pour apprendre à dessiner les passions (1698), postmrtné vydání

## Galerie

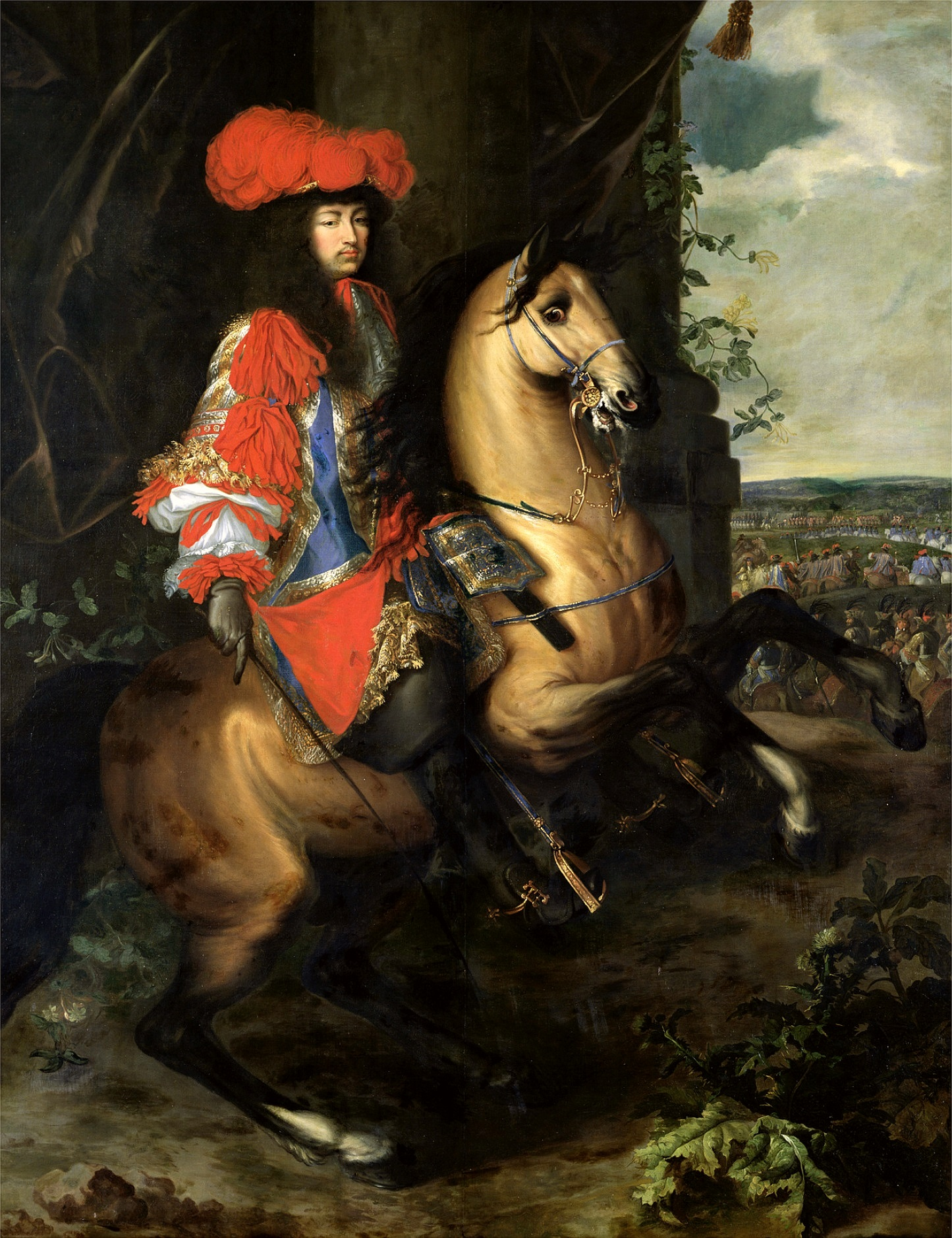
Ludvík XIV. jezdecký portrét , olej na plátně, Musée des Beaux-Arts, Tournai.
Příjezd Alexandra do Babylonu, kolem 1664, olej na plátně, Louvre.
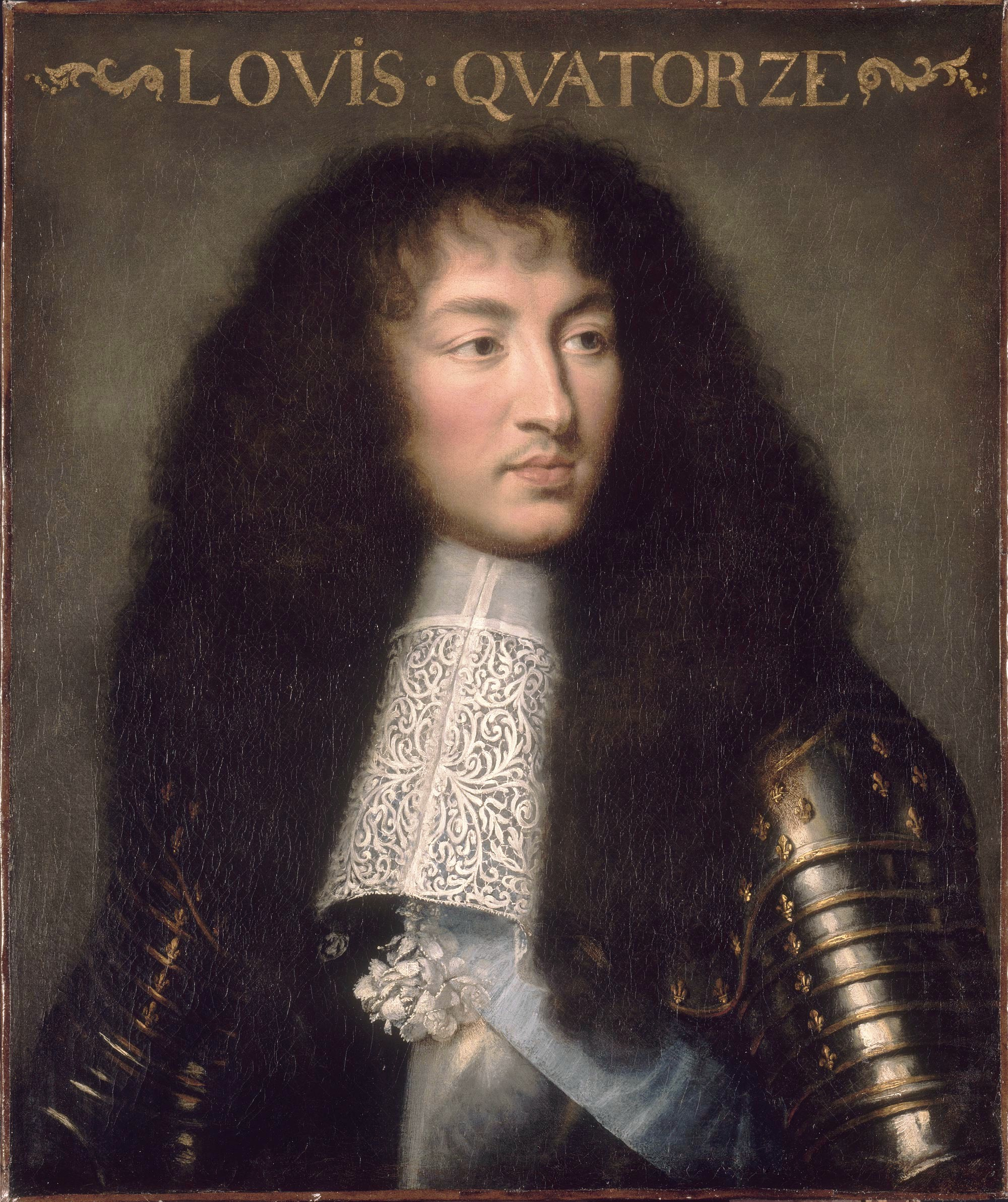
Portrét Ludvíka XIV., 1661.
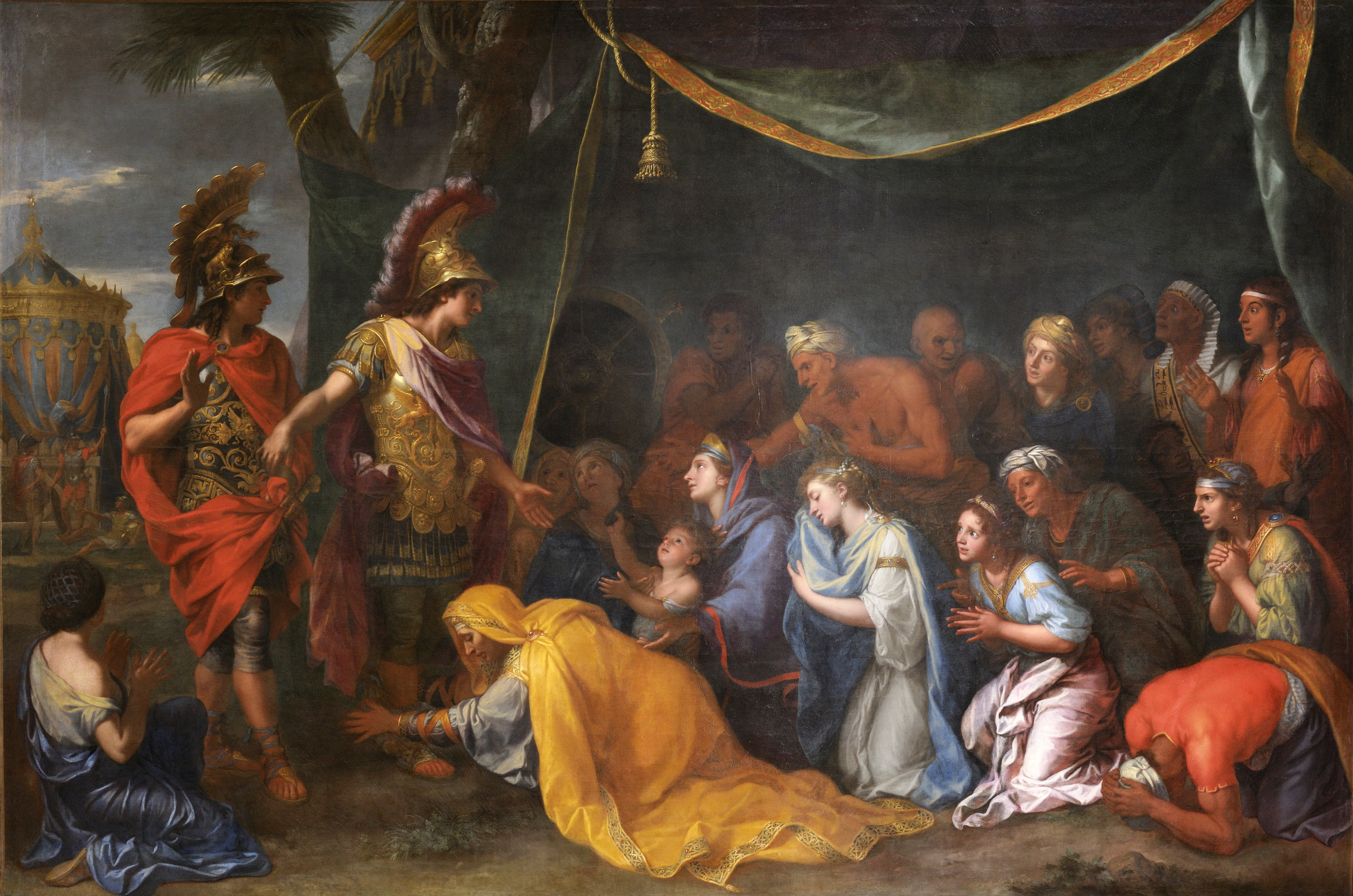
Královny Persie u nohou Alexandra, také Dáreiův stan
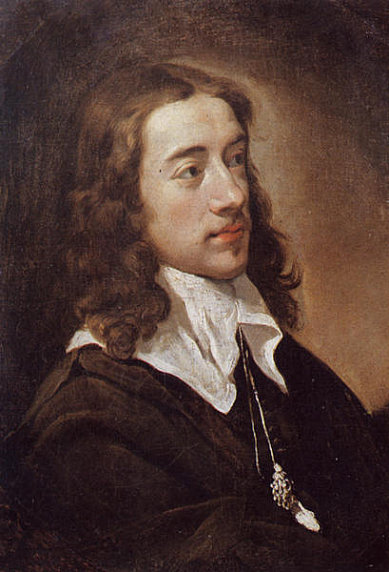
Portrét malíře Louise Testelina, kolem 1650, olej na plátně, Louvre.
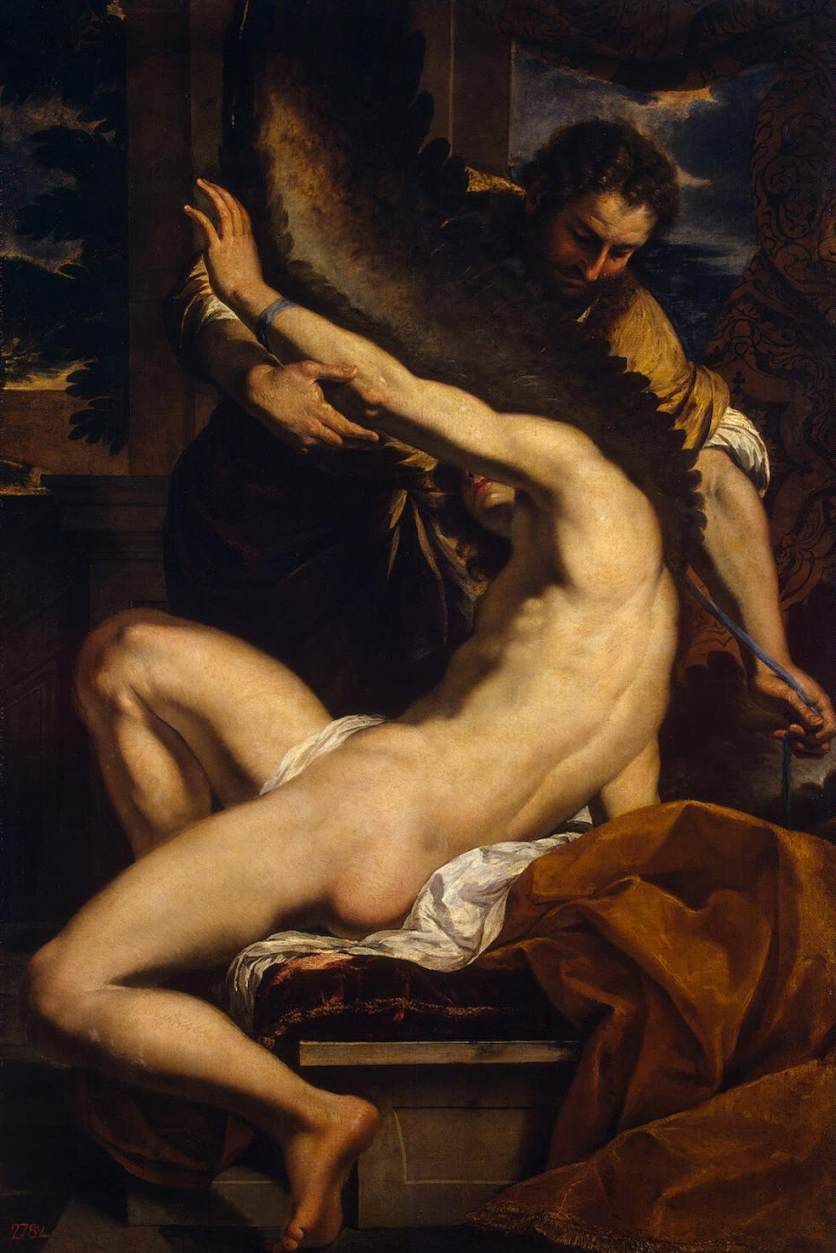
Daidalos a Ikarus, c. 1645
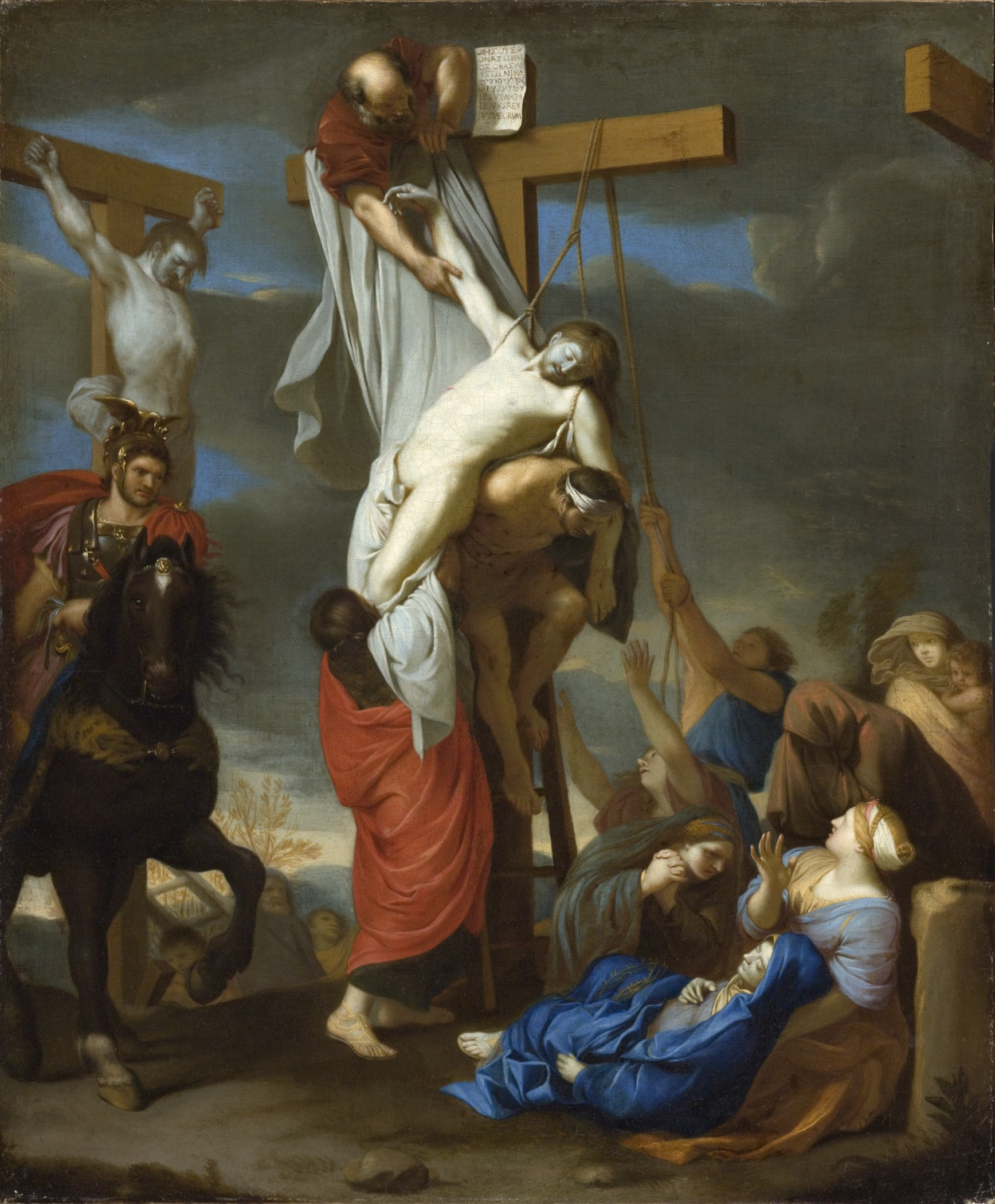
Snímání z kříže, koncem 1640
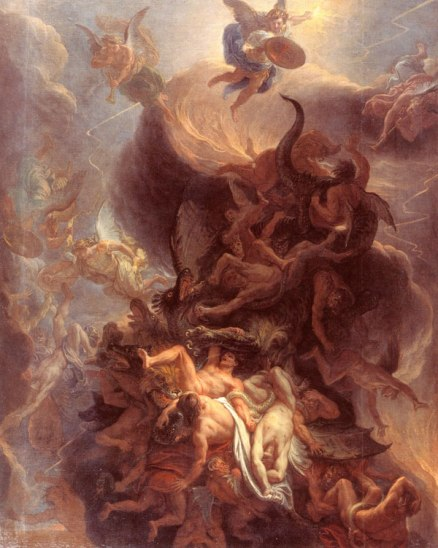
Válka v nebi, Pád rebelujících andělů, po 1680, olej na plátně, Musée des Beaux-Arts, Dijon.
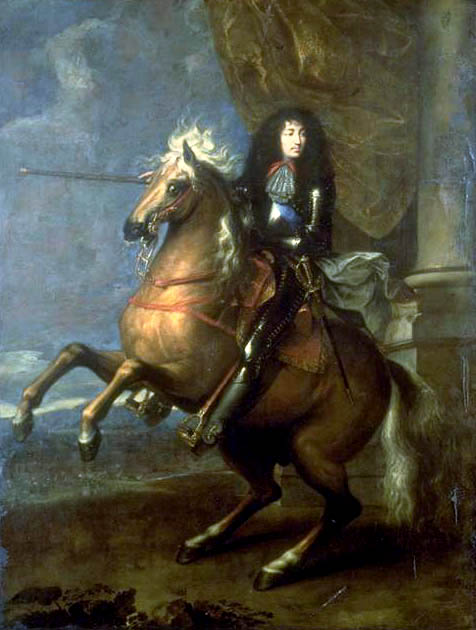
Ludvík XIV. jezdecký portrét, 1668, olej na plátně, Musée de la Chartreuse, Douai.
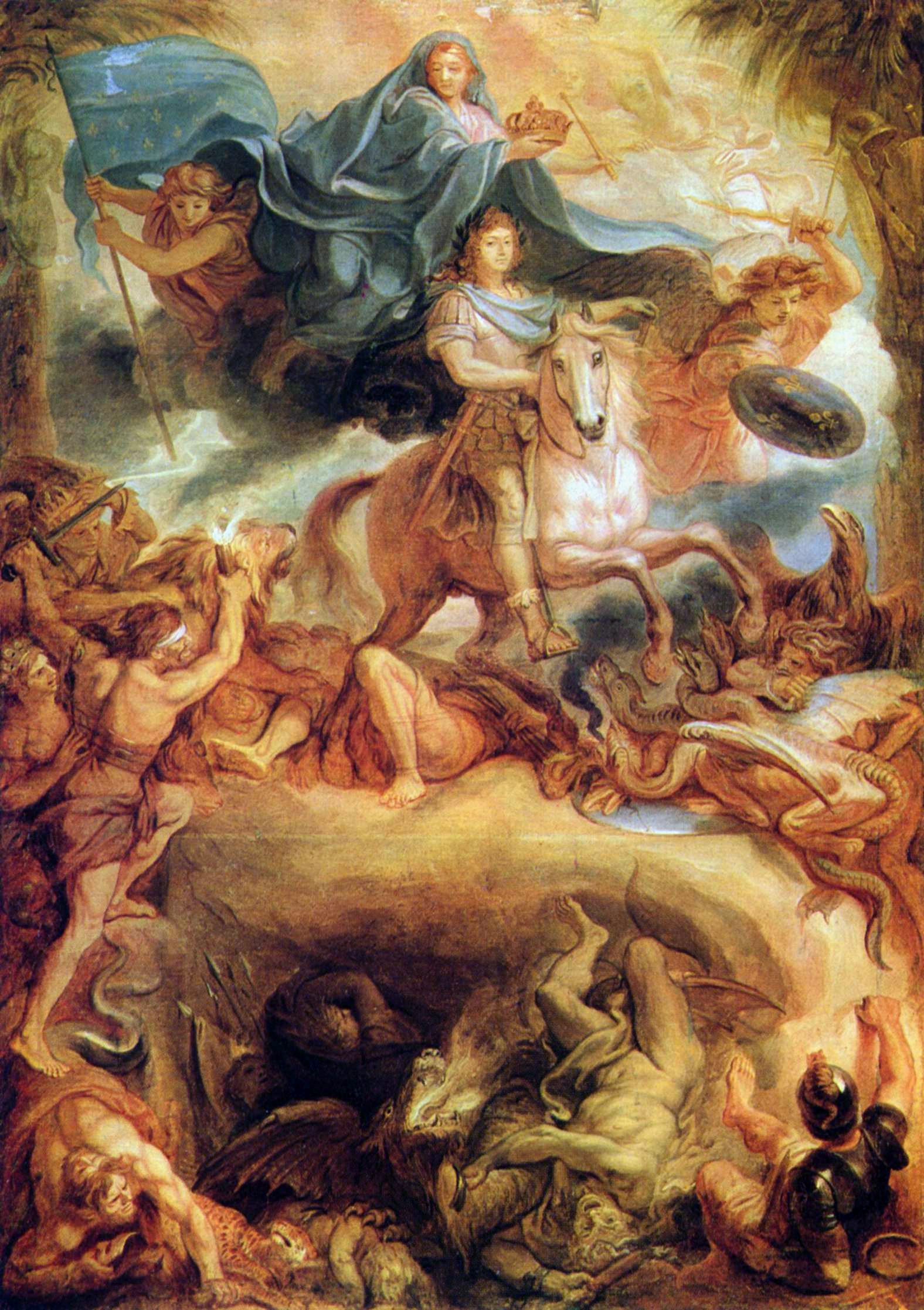
Apoteóza Ludvíka XIV., 1677, olej na plátně, Magyar Szépmüvészeti Múzeum, Budapešť
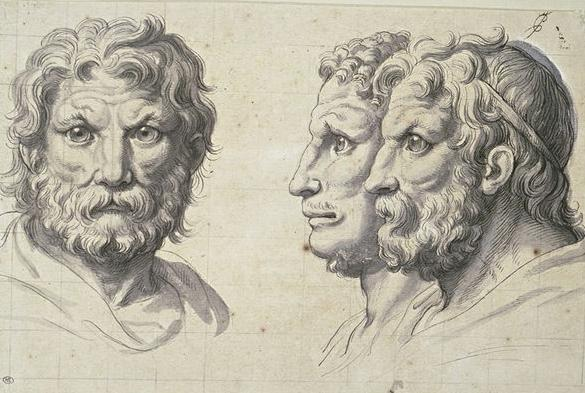
Tří lví hlavy, 1671